# Nae Caranfil
Nicolae „Nae“ Caranfil (* 7. září 1960 Bukurešť) je rumunský režisér, scenárista a herec, syn filmového vědce Tudora Caranfila. 

## Život
Vystudoval Caragialeho filmovu a divadelní univerzitu v Bukurešti. V roce 1984 hrál ve filmu Cornela Diaconu Salutari dela Agigea. Pracoval jako asistent režie ve filmovém studiu Buftea a jako režisér městského divadla v Piatra Neamț. V roce 1988 emigroval do Belgie a pracoval pro filmovou společnost Compagnie des Images.
V roce 1993 režíroval svůj první film È pericoloso sporgersi, příběh milostného trojúhelníku situovaný do pohraničního maloměsta v období Ceaușeskova režimu. Film byl uveden v Cannes na Quinzaine des réalisateurs a získal cenu kritiky na festivalu v Montpellieru. Ve filmu o rumunských tanečnicích hledajících lukrativní angažmá v Paříži hrála hlavní roli Charlotte Rampling. Následoval koprodukční snímek o životě Stendhala Sladké nicnedělání, v němž Caranfil zpracoval předlohu Frédérica Vitouxe a do hlavní role obsadil Françoise Cluzeta. 
V roce 2001 se oženil s herečkou Marou Nicolescuovou, rozvedli se v roce 2008. Byl také učitelem na filmové škole a redaktorem časopisu Cațavencu. Byl mu udělen Národní řád za věrnou službu.
Satirický obraz postkomunistického Rumunska podal Caranfil ve filmu Filantropica, který je řazen k průkopnickým dílům rumunské nové vlny. Za komedii o počátcích kinematografie Nakonec zůstane ticho získal v roce 2009 devět Gopových cen včetně ocenění za nejlepší rumunský film roku a byl nominován na Oscara za nejlepší cizojazyčný film. Absurdní komedie o psychicky labilním muzikálovém herci 6,9 Richterovy škály sklidila pět Gopových cen. 

## Režijní filmografie
- 1993 È pericoloso sporgersi
- 1995 Asfaltové tango
- 1998 Sladké nicnedělání
- 2002 Filantropica
- 2007 Nakonec zůstane ticho
- 2014 Blíže k Měsíci
- 2016 6,9 Richterovy škály